# 格利納高地

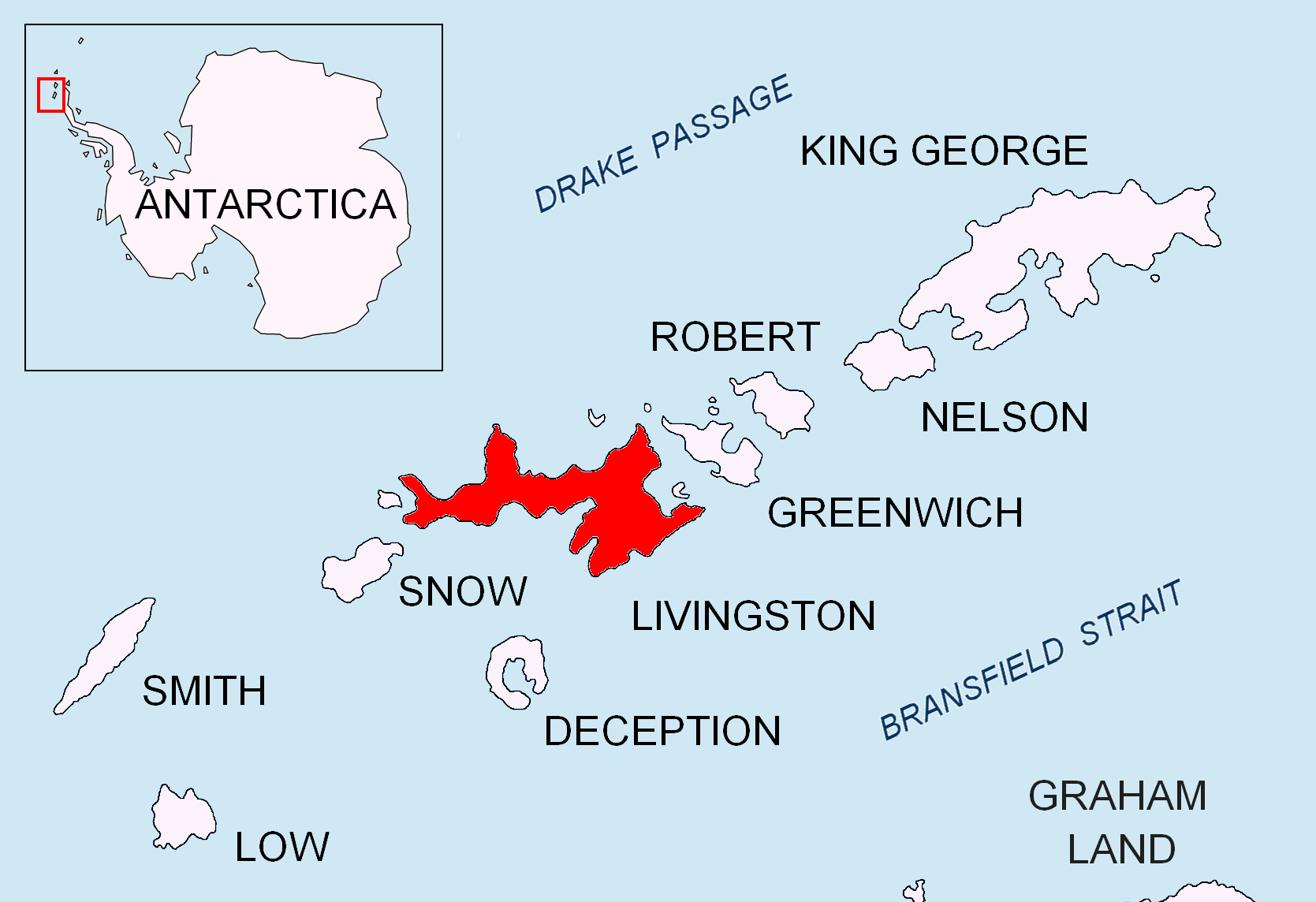

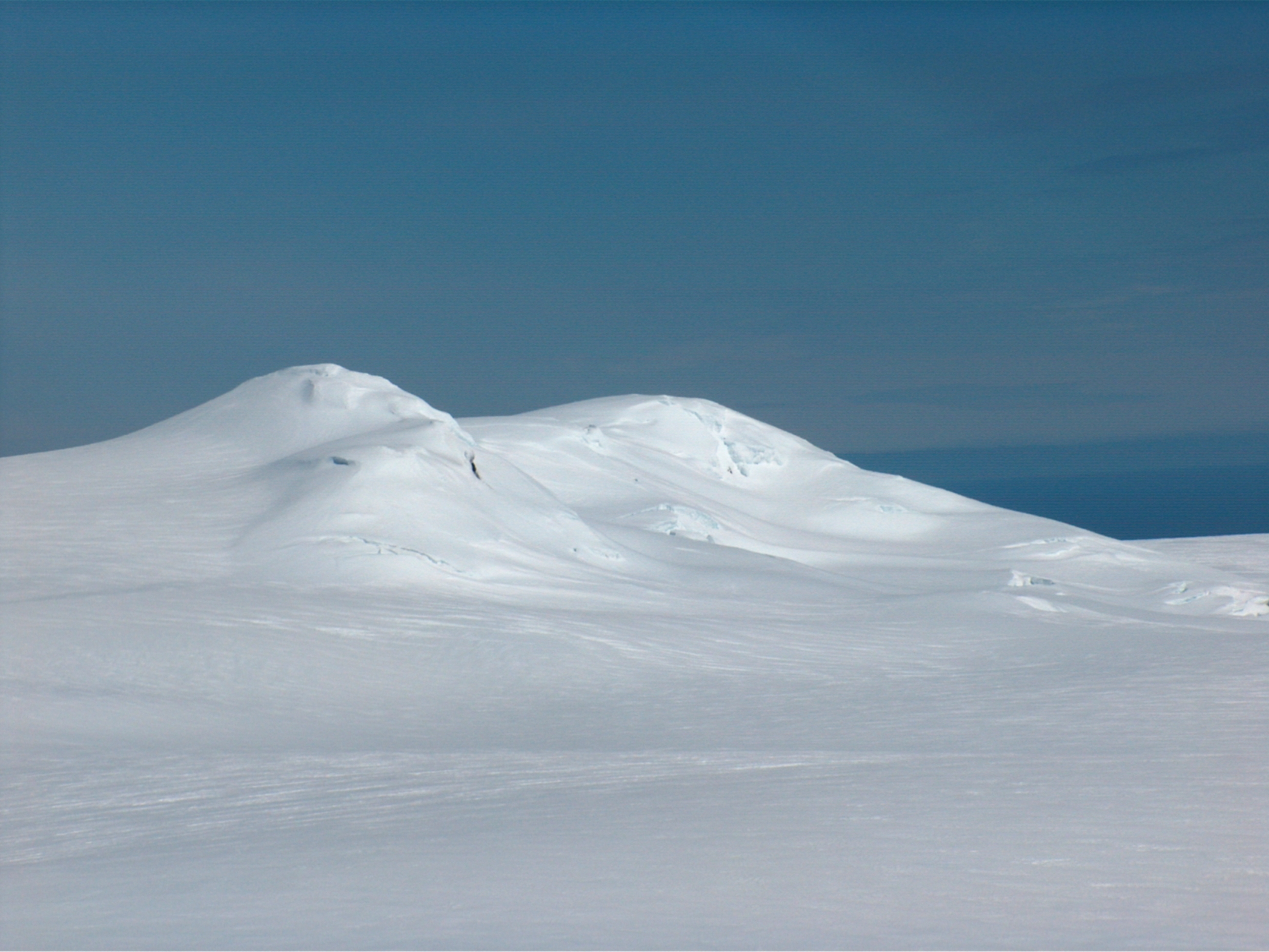

格利納高地是南極洲的高地，位於南設得蘭群島的利文斯頓島東部，最高點海拔高度531米，處於鮑爾斯山西北面5公里、梅爾尼克峰西北面5.05公里和萊斯利山西南面1.43公里，以保加利亞西部的城鎮命名。
62°34′25″S 60°13′59″W / 62.57361°S 60.23306°W